# Wind Music Awards 2018
Die zwölfte Verleihung der italienischen Wind Music Awards fand am 4. und 5. Juni 2018 in der Arena von Verona statt und wurde am 5. und 12. Juni auf Rai 1 ausgestrahlt. Moderatoren waren wie in den Vorjahren Carlo Conti und Vanessa Incontrada. Als internationale Gäste traten Rita Ora, Álvaro Soler und Mihail auf.
Zusätzlich zur Hauptveranstaltung wurde am 26. Juni auch ein von Federico Russo und Marica Pellegrinelli präsentiertes Special unter dem Titel Wind Music Awards Summer ausgestrahlt.

## Preise
- für Verkäufe italienischer Interpreten (gemäß den FIMI-Auszeichnungen):
  - Mehrfachplatin (Album)
  - Platin (Album)
  - Gold (Album)
  - Mehrfachplatin (Single)
- für erfolgreiche Konzerttätigkeit (Gold ab 40.000 Zuschauern, Platin ab 100.000, Diamant ab 400.000)
  - Diamant (Tour)
  - Mehrfachplatin (Tour)
  - Platin (Tour)
  - Gold (Tour)
- Sonderpreise
- Auszeichnungen für Musikverkäufe internationaler Interpreten in Italien

## Erster Abend

### Auftritte
- Zucchero – Dune mosse
- Thomas – Non te ne vai mai
- Fabrizio Moro feat. Ultimo – L’eternità (il mio quartiere)
- Guè Pequeno – Lamborghini (mit Elettra Lamborghini) und Lungomare latino
- Benji & Fede – Moscow Mule
- Laura Pausini – E.sta.a.te
- J-Ax & Fedez – Italiana
- Thegiornalisti – Questa nostra stupida canzone d’amore
- Cristina D’Avena – Medley (È quasi magia Johnny / I puffi sanno / Mila e Shiro / All’arrembaggio / Kiss Me Licia / Occhi di gatto)
- Ermal Meta und Fabrizio Moro – Non mi avete fatto niente
- Claudio Baglioni – Io sono qui
- Lo Stato Sociale – Una vita in vacanza und Facile
- Emma – Mi parli piano
- Rita Ora – Girls
- Laura Pausini – Non è detto und Frasi a metà
- Sfera Ebbasta – Rockstar
- Biagio Antonacci – In mezzo al mondo und Mio fratello
- Francesco Gabbani – Tra le granite e le granate
- Ghali – Cara Italia
- Levante – Non me ne frega niente
- Takagi & Ketra feat. Giusy Ferreri – Amore e capoeira
- Ultimo – Poesia senza veli
- MadMan – Centro und Storie

### Vergebene Preise
- Zucchero
  - Gold-Album für Wanted
  - Tour

- Thomas
  - Gold-Album für Thomas

- Fabrizio Moro
  - Gold-Album für Parole, rumori e anni

- Guè Pequeno
  - Mehrfachplatin-Album für Gentleman
  - Mehrfachplatin-Single für Milionario
  - Mehrfachplatin-Single für Lamborghini

- Benji & Fede
  - Platin-Album für Siamo solo noise
  - Tour

- Laura Pausini
  - Platin-Album für Fatti sentire
  - Tour
  - Sonderpreis von Assomusica

- J-Ax & Fedez
  - Mehrfachplatin-Single für Sconosciuti da una vita

- Thegiornalisti
  - Mehrfachplatin-Single für Riccione

- Cristina D’Avena
  - Platin-Album für Duets – Tutti cantano Cristina

- Ermal Meta
  - Gold-Album für Non abbiamo armi

- Claudio Baglioni
  - Platin-Album für die Kompilation zum Sanremo-Festival 2018
  - Gold-Album für 50 – Al centro
  - Sanremo-Sonderpreis der Rai
  - Sonderpreis der FIMI
  - Sonderpreis der SIAE
  - Sonderpreis von Assomusica
  - Sonderpreis der Arena von Verona

- Emma
  - Gold-Album für Essere qui

- Sfera Ebbasta
  - Mehrfachplatin-Album für Rockstar
  - Mehrfachplatin-Single für Rockstar
  - Mehrfachplatin-Single für Tran tran
  - Mehrfachplatin-Single für Cupido
  - Sonderpreis Digital

- Biagio Antonacci
  - Platin-Album für Dediche e manie
  - Tour
  - Sonderpreis der SIAE

- Francesco Gabbani
  - Platin-Album für Magellano
  - Mehrfachplatin-Single für Tra le granite e le granate

- Ghali
  - Mehrfachplatin-Album für Album
  - Mehrfachplatin-Single für Happy Days
  - Mehrfachplatin-Single für Habibi
  - Mehrfachplatin-Single für Ricchi dentro
  - Mehrfachplatin-Single für Cara Italia

- Levante
  - Tour
- Takagi & Ketra
  - Mehrfachplatin-Single für L’esercito del selfie

- Ultimo
  - Gold-Album für Peter Pan

- MadMan
  - Gold-Album für Back Home

## Zweiter Abend

### Auftritte
- Francesco Gabbani – Amen und Occidentali’s Karma
- Nek – Unici
- Gianna Nannini – Fenomenale
- Fabri Fibra – Fenomeno
- Francesco Renga – Guardami amore
- Álvaro Soler – La cintura
- Giorgia – Oronero, Credo und Come neve
- Max Pezzali, Nek, Francesco Renga – Gli anni, Il mio giorno più bello nel mondo und Fatti avanti amore
- Fiorella Mannoia – I miei passi
- Il Volo – L’amore si muove und Grande amore
- Antonello Venditti – Sara
- Elisa – We Will Be Strangers
- Negramaro – Fino all’imbrunire und La prima volta
- Måneskin – Chosen und Morirò da re
- Thegiornalisti – Completamente und Riccione
- J-Ax & Fedez – Italiana
- Coez – La musica non c’è
- Riki – Polaroid und Dolor de cabeza
- Ermal Meta – Dall’alba al tramonto
- Baby K – Voglio ballare con te
- Shade – Bene ma non benissimo, Irraggiungibile (mit Federica Carta) und Amore a prima insta
- Federica Carta und La Rua – Sull’orlo di una crisi d’amore

### Vergebene Preise
- Francesco Gabbani
  - Tour

- Nek
  - Tour

- Gianna Nannini
  - Gold-Album für Amore gigante
  - Tour
  - Sonderpreis der SIAE

- Fabri Fibra
  - Sonderpreis von EarOne

- Francesco Renga
  - Tour

- Giorgia
  - Tour

- Max Pezzali, Nek e Francesco Renga
  - Tour

- Fiorella Mannoia
  - Tour
  - Sonderpreis der AFI

- Il Volo
  - Tour

- Antonello Venditti
  - Sonderpreis

- Elisa
  - Tour

- Negramaro
  - Gold-Album für Amore che torni

- Måneskin
  - Platin-Album für Chosen
  - Mehrfachplatin-Single für Chosen

- Thegiornalisti
  - Tour

- J-Ax & Fedez
  - Tour

- Coez
  - Mehrfachplatin-Album für Faccio un casino
  - Mehrfachplatin-Single für La musica non c’è
  - Mehrfachplatin-Single für Le luci della città
  - Tour
  - Sonderpreis der PMI

- Riki
  - Mehrfachplatin-Album für Perdo le parole
  - Mehrfachplatin-Album für Mania
  - Tour

- Ermal Meta
  - Tour

- Baby K
  - Mehrfachplatin-Single für Voglio ballare con te

- Shade
  - Mehrfachplatin-Single für Bene ma non benissimo
  - Mehrfachplatin-Single für Irraggiungibile

- Federica Carta
  - Platin-Album für Federica

## Dritter Abend

### Auftritte
Mit * markiert sind bereits an den ersten beiden Abenden ausgestrahlte Auftritte.
- Álvaro Soler – La cintura*
- Fabri Fibra – Fenomeno*
- Fabrizio Moro feat. Ultimo – L’eternità (il mio quartiere)*
- Max Pezzali, Nek, Francesco Renga – Gli anni, Il mio giorno più bello nel mondo und Fatti avanti amore*
- Lorenzo Licitra – Ti adoro
- Laura Pausini – E.sta.a.te*
- Jake La Furia – El Party
- Negramaro – La prima volta*
- Nitro – Hai fatto bene
- Il Volo – L’amore si muove und Grande amore*
- Rkomi – Mai più
- Fiorella Mannoia – I miei passi*
- Capo Plaza – Non cambierò mai
- Biagio Antonacci – Mio fratello*
- Mostro – E fumo ancora
- Måneskin – Chosen und Morirò da re*
- Ernia – Bella
- Emma – Mi parli piano*
- Izi – Pizzicato
- Coez – La musica non c’è*
- Tedua – La legge del più forte
- Lo Stato Sociale – Una vita in vacanza und Facile*
- Noyz Narcos – R.I.P.
- Ghali – Cara Italia*
- Dark Polo Gang – British

### Vergebene Preise
- Nicoletta Mantovani (mit Carlo Conti)
  - Sonderpreis der Arena von Verona für die Veranstaltung Pavarotti. Un’emozione senza fine
- Jake La Furia
  - Mehrfachplatin-Single für El Party
- Nitro
  - Gold-Album für No Comment
- Rkomi
  - Platin-Album für Io in terra
- Capo Plaza
  - Platin-Album für 20
  - Mehrfachplatin-Single für Giovane fuoriclasse
- Mostro
  - Gold-Album für Ogni maledetto giorno
- Ernia
  - Gold-Album für Come uccidere un usignolo/67
- Izi
  - Gold-Album für Pizzicato
- Tedua
  - Platin-Album für Mowgli – Il disco della giungla
- Noyz Narcos
  - Platin-Album für Enemy
- Dark Polo Gang
  - Platin-Album für Twins

## Einschaltquoten
| Abend | Datum         | Zuschauer | Marktanteil |
| ----- | ------------- | --------- | ----------- |
| 1     | 5. Juni 2018  | 4.131.000 | 19,20 %     |
| 2     | 12. Juni 2018 | 3.752.000 | 18,10 %     |
| 3     | 26. Juni 2018 | 2.464.000 | 13,50 %     |

## Belege
1. ↑  Ascolti TV Martedì 5 giugno 2018. I Wind Music Awards vincono senza botto (19.2%), Pelè 12.6%, Floris 10.4%. In: DavideMaggio.it. Abgerufen am 27. August 2018.
2. ↑  Ascolti TV Martedì 12 giugno 2018. Calano i Wind Music Awards (18.1%), Floris 10.6%. flop Canale 5 (8.7%). In: DavideMaggio.it. Abgerufen am 27. August 2018.
3. ↑  Ascolti TV Martedì 26 giugno 2018. Nigeria-Argentina al 32.7%. I WMA al 13.5%, Le Regole del Caos 6.5%. In: DavideMaggio.it. Abgerufen am 27. August 2018.